# Carta comercial

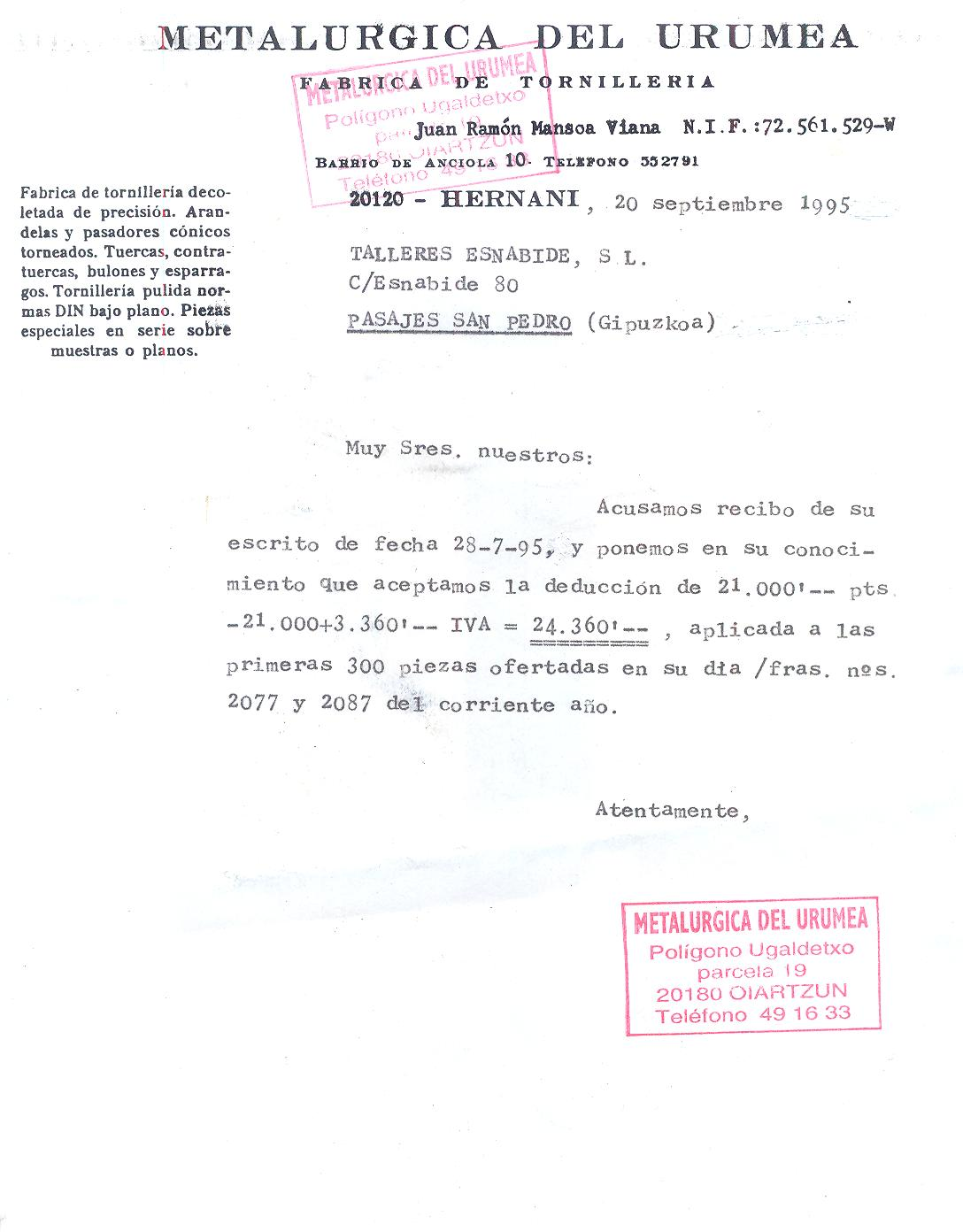
Exemplo de carta comercial

Uma carta comercial é um documento escrito trocado por empresas entre si ou com seus clientes e vice-versa, visando a iniciar, manter ou encerrar transações.

## Características
- O papel utilizado nas cartas comerciais é, em geral, timbrado no alto com o nome e especialidade da firma
- Logo abaixo e à direita do timbre, devem estar o nome da localidade e a data.
- O nome e o endereço do destinatário ficam à esquerda do papel, abaixo da epígrafe (localidade e data).
- Abaixo do endereço, com espaço intermediário, vem a invocação, que deve ser impessoal (prezado(s) Sr(s), Senhor Presidente etc.).
- O texto deve ocupar o centro das folhas e ser redigido com clareza e concisão.
- O fecho é, em geral, imutável e consta de votos de amizade e de respeito (exemplos: Atenciosamente, Respeitosamente).
- Toda correspondência comercial deve ser datilografada com cópia, ou ser mantido o arquivo no computador.
- A margem esquerda será mais larga que a direita.
- Pode conter exposição de assunto na referência.